# Valsäng strand
Valsäng strand är en hamn med sjöbodar, som ligger i Valsäng, Klövedals socken i Tjörns kommun i Bohuslän. Hamnen vars äldsta delar med sjöbodarna är byggd på 1700-talet. Den är byggnadsminne sedan den 16 mars 1990.
Från dalslätten vid Kyrkefjäll går en smal sprickdal, som mynnar ut i Stigfjorden. Här ligger Valsäng strand. På en utskjutande udde ser man något som numera är mycket sällsynt i Bohuslän, nämligen en grupp ensamliggande åldriga sjöbodar.
Fyra av de fem sjöbodarna är knuttimrade och kan med all sannolikhet dateras till 1700-talet. Två av dem har försetts med brädklädsel utanpå timmerstockarna. Alla bodarna har en liten utgång på ena gaveln, men saknar fönster. Med sina tak av enkupigt tegel står de omålade och naturligt trägrå. Man kan på äldre kartor och av byggnadsrester i marken se att det funnits fler bodar på platsen. På skifteskartan från 1837 över Klövedals socken ser man sju sjöbodar i en klunga och ytterligare två en bit därifrån. Enligt uppgift revs dessa två på 1930-talet.
Bodarna har använts av bönderna i Valsäng och Kyrkefjäll, vilka förvarade sina redskap för husbehovsfisket där. De tjänade också som lagerutrymme för laster, som kom sjövägen, ved från Inland för vinterns behov och spannmål när den egna skörden inte räckte till. Än idag fyller de fem bodarna sin gamla uppgift, att hysa fiskeredskap och båtutrustning.